# Šurdovec
Šurdovec je naseljeno mjesto u Republici Hrvatskoj u Zagrebačkoj županiji. 

## Zemljopis
Administrativno je u sastavu grada Svetog Ivana Zeline. Naselje se proteže na površini od 0,65 km². 

## Stanovništvo
Prema popisu stanovništva iz 2001. godine u Šurdovcu živi 50 stanovnika i to u 17 kućanstava. Gustoća naseljenosti iznosi 76,92 st./km².
| broj stanovnika | 56    | 53    | 85    | 96    | 94    | 100   | 93    | 102   | 91    | 83    | 76    | 72    | 62    | 60    | 50    | 33    | 23    |
|                 | 1857. | 1869. | 1880. | 1890. | 1900. | 1910. | 1921. | 1931. | 1948. | 1953. | 1961. | 1971. | 1981. | 1991. | 2001. | 2011. | 2021. |